# Bruderstaat
Als Bruderstaaten werden in Deutschland Gruppen verbündeter oder benachbarter Staaten bezeichnet, zum Beispiel „die arabischen Bruderstaaten“, „die zwei koreanischen Bruderstaaten“, „die slawischen Bruderstaaten“ oder „die jugoslawischen Bruderstaaten“.
Während in der DDR die Sowjetunion mit Großer Bruder tituliert wurde, fand die Bezeichnung sozialistische Bruderländer als Sammelbegriff für alle befreundeten sozialistischen Staaten, vorrangig für Mitgliedstaaten des RGW und des Warschauer Pakts, Verwendung.
Gruppen verbündeter oder befreundeter Staaten werden ferner auch mit den Begriffen Brudervölker und Bruderländer bezeichnet. Serben und Kroaten wurden gelegentlich als „Brudervölker vor der Christianisierung“ bezeichnet. Tschechen und Slowaken gelten auch heute noch als Brudervölker.
Bis heute bezeichnet der russische Präsident Wladimir Putin Ukrainer und Russen als Brudervölker. Seit dem Krieg in der Ukraine seit 2014 gilt vielen Ukrainern die Bezeichnung als Brudervolk jedoch als Beleidigung.
Bereits in frühen deutschen Bibelübersetzungen wird das Wort Brudervolk gebraucht.